# Luttif Afif
Luttif Afif (1937 ou 1945 - Fürstenfeldbruck, 6 de setembro de 1972), também conhecido por Issa (Jesus em árabe), era o comandante da equipe de ataque de oito membros do grupo terrorista palestino Setembro Negro que liderou o massacre de Munique, uma invasão ao a Vila Olímpica de Munique em 5 de setembro de 1972 tomando nove membros da equipe olímpica de Israel como reféns depois de matar dois membros que resistiram. Ele foi o principal negociador em nome dos palestinos, que eram membros da ramificação Setembro Negro da Organização para a Libertação da Palestina de Yassir Arafat. Afif e quatro de seus compatriotas foram mortos por atiradores alemães na base aérea de Fürstenfeldbruck, fora de Munique.

## Biografia
Tudo o que se sabe sobre os primeiros anos de vida de Afif foi colhido de conversas que ele teve com a policial de Munique, Annaliese Graes, durante a crise dos reféns. Pode-se presumir com segurança que nenhuma das afirmações abaixo é definitiva ou verificável.  Luttif Afif nasceu em Nazaré. Sua mãe era judia, enquanto seu pai era um rico empresário árabe cristão de Nazaré. Afif tinha outros três irmãos, todos do Setembro Negro, dois dos quais em prisões israelenses. Em 1958 mudou-se para a Alemanha Ocidental para estudar engenharia, aprendeu a língua e depois mudou-se para a França para trabalhar.
De acordo com Reeve, ele gostou do tempo que passou na Europa, mas ingressou no Fatah em 1966, possivelmente enquanto residia na Alemanha. Issa voltou ao Oriente Médio para travar várias batalhas contra soldados israelenses.
Abu Iyad, o chefe do Setembro Negro, escreveu que Afif e seu segundo em comando Tony lutaram em Amã em setembro de 1970 e na batalha de Jerash e Ajlun em julho de 1971. No início dos anos 1970, ele morava em Berlim e era noivo de uma jovem alemã.

## O massacre de Munique
De acordo com várias fontes, incluindo Serge Groussard e Simon Reeve, Afif afirmou que sua razão pessoal para fazer os israelenses como reféns foi tirar seus dois irmãos das prisões israelenses. Afif foi descrito por Manfred Schreiber, chefe da polícia de Munique e um dos negociadores alemães, como "muito frio e determinado, claramente fanático em suas convicções", que expressou suas demandas de maneira enérgica e às vezes "soava como daquelas pessoas que não estão completamente ancoradas na realidade".
Para Walther Tröger, então prefeito da Vila Olímpica, Afif deu a impressão de ser um "homem inteligente e razoável", ao contrário de seus companheiros. Tröger disse que é claro que não gostava de Afif pelo que estava fazendo, mas poderia ter gostado se o tivesse conhecido em outro lugar.
Afif passou a maior parte do tempo em frente ao número 31 da Connollystraße, conversando com a delegação alemã ou com a jovem policial Anneliese Graes. De acordo com Graes, Afif falava alemão fluentemente com sotaque francês. Ela o descreveu como "sempre educado e correto". Quando ele foi solicitado a não acenar sua granada de mão na frente dela, ele simplesmente riu e respondeu: "você não tem nada a temer de mim". Graes também achou o líder terrorista mais peculiar. Ele explicou como havia trabalhado no 'Milk Bar' da Vila Olímpica e gostado de dançar em frente ao bar, embora Graes não acreditasse nele. Afif disse a Graes que havia trabalhado na França por vários anos e de vez em quando colocava a frase "oo-la-la" em suas conversas.
Após tensas negociações, a crise dos reféns terminou após 21 horas, com uma emboscada malfeita dos sequestradores na base aérea de Fürstenfeldbruck, fora de Munique. Afif e quatro de seus compatriotas foram mortos por atiradores alemães, mas não antes de metralhar todos os nove reféns restantes e explodir um helicóptero contendo quatro deles com uma granada de mão. Afif é relatado na maioria dos relatos do evento (e retratado nos filmes Munich e 21 Hours at Munich) como o guerrilheiro que jogou a granada de mão no helicóptero oriental. Os relatórios da autópsia mostram que os reféns neste helicóptero também foram baleados; é lógico que Afif executou ambas as ações. Outro fedayeen, identificado por Simon Reeve como Adnan Al-Gashey, então metralhou os reféns restantes no helicóptero ocidental segundos depois.
Os corpos de Afif e seus quatro compatriotas foram entregues à Líbia e, após uma procissão da Praça dos Mártires de Trípoli, foram enterrados no Cemitério Sidi Munaidess.

## Na literatura e no cinema
Em The Blood of Israel, de Serge Groussard, Issa foi erroneamente identificado como Mohammed Safady, um dos pistoleiros de Munique que realmente sobreviveu ao tiroteio de Fürstenfeldbruck. Outra identidade foi sugerida para Issa em Striking Back de Aaron Klein; ele identifica o líder terrorista como Mohammed Massalha, que revelou ser o próprio pai de Afif.
Afif foi retratado por Franco Nero no filme para TV de 1976, 21 Hours at Munich, e pelo ator francês Karim Saleh no filme de Steven Spielberg, Munich (2005).